# Setophaga townsendi
Setophaga townsendi là một loài chim trong họ Parulidae.